# Марченко, Галина Александровна
Гали́на Алекса́ндровна Ма́рченко (16 января 1937, Москва — 25 марта 2025, Москва) — советская и российская актриса театра, кино и озвучивания, кукловод. Наиболее известная в качестве кукловода персонажей Каркуши (1998—2023), Мишутки (1984—1992), а также Хрюши и Степашки в 1980-е годы в детской телепрограмме «Спокойной ночи, малыши!».

## Биография
Родилась 16 января 1937 года в Москве.
В 1959 году окончила актёрский факультет Высшего театрального училища имени М. С. Щепкина при Академическом малом театре и режиссёрские курсы училища имени Щукина.
До 1972 года являлась актрисой в Российском академическом молодёжном театре. Затем работала в Ульяновской, Калининской и Куйбышевской филармонии в качестве драматической актрисы.
В 1975 году пришла на Центральное телевидение и была принята на работу в детскую телепередачу «Спокойной ночи, малыши!» в качестве кукловода. Управляла различными персонажами, а также занималась их озвучиванием, от мальчиков и девочек до Мишутки (1984—1992), Хрюши и Степашки в 1980-е годы.
Больше всего озвучивала и управляла персонажем Каркушей с 1998 года по 2023 год.
|  | Каркуша стала моей главной любовью, основным событием в моей пёстрой актёрской жизни. И изменить ей я не могу. Теперь мне часто говорят, что мы с Каркушей похожи друг на друга. Посмотрите сами! Значит — это не случайность, а судьба!— Галина Марченко |

Галина Александровна работала в детской редакции и передаче «Спокойной ночи, малыши!» около 50 лет.
Со слов телеведущей Оксаны Фёдоровой, она была очень трудолюбивым и ответственным человеком, любила своего персонажа Каркушу. Всегда была в хорошей спортивной форме.
Снималась в кино.
Скончалась 25 марта 2025 года  на 89-м году жизни в Москве от остановки сердца на фоне острой сердечной недостаточности. Отпевание и прощание прошли 29 марта в Храме Новодевичьего монастыря.

## Творчество

#### Фильмография
- 1970 — Карлик Нос — участие
- 1970 — Когда расходится туман — участие
- 1972 — Стихи Агнии Барто — участие
- 1973 — Детство. Отрочество. Юность — Мими, гувернантка
- 1984 — Неизвестный солдат — Дора Степановна
- 1984 — Предел возможного (4 серия) — секретарь Ремеза